# Sweetser (Indiana)
Sweetser es un pueblo ubicado en el condado de Grant en el estado estadounidense de Indiana. En el Censo de 2010 tenía una población de 1229 habitantes y una densidad poblacional de 466,59 personas por km².

## Geografía
Sweetser se encuentra ubicado en las coordenadas 40°34′7″N 85°45′55″O / 40.56861, -85.76528. Según la Oficina del Censo de los Estados Unidos, Sweetser tiene una superficie total de 2.63 km², de la cual 2.63 km² corresponden a tierra firme y (0.29%) 0.01 km² es agua.

## Demografía
Según el censo de 2010, había 1229 personas residiendo en Sweetser. La densidad de población era de 466,59 hab./km². De los 1229 habitantes, Sweetser estaba compuesto por el 95.2% blancos, el 0.41% eran afroamericanos, el 0.65% eran amerindios, el 0.33% eran asiáticos, el 0% eran isleños del Pacífico, el 1.95% eran de otras razas y el 1.46% pertenecían a dos o más razas. Del total de la población el 4.48% eran hispanos o latinos de cualquier raza.